# 李圭完
李圭完（諺文：이규완，1862年11月15日-1946年12月15日），化名圭寬、奎完等，朝鮮王朝和日治時期的政治人物、思想家，曾參與甲申政變及甲申政變私兵的指揮官的一人。
他是朝鮮世宗五子臨瀛大君李璆的后裔。少年時期透過朴泳孝和徐載弼的提拔赴日本留學，1883年進入戶山陸軍士官學校，1884年7月结业，同年8月歸國。其后他在兵曹操练局擔任敎官。1884年12月4日參與甲申政變，失败后赴日本和美國流亡。1894年歸國后任職統衛營正領官、警務廳警務官，1895年甲午战争后任職警務廳警務副使。
1907年5月任西北營林廠事務官，同7月任中樞院副讚議，11月任江原道觀察使。1910年日韓併合后任江原道道長官，1917年-1924年任咸镜南道知事。

## 评价
2005年8月29日，韓国市民团体民族問題研究所下属的親日人名辞典編纂委員会发表親日人名辞典第1回，将他列为親日派。

## 其他
他在江原道觀察使在職期間，於1910年4月29日至10月1日兼任春川農工高等學校的首任敎長。

## 外部連結
- 春川農工高等學校的歷代敎長:首任 （页面存档备份，存于） 
- '남자' 노릇하는 다양한 방법 （页面存档备份，存于） 한겨레신문 2006/05/18 
- 농업교육의 명문 춘천농공고 개교 100주년[永久] 중앙일보 2010.04.29 